# Тур де Франс 2021
Тур де Франс 2021 — 108-ий випуск шосейного гранд-туру Тур де Франс дорогами Франції. Перегони проходять з 26 червня по 18 липня 2021 року в рамках Світового туру UCI 2021.

## Учасники
23 команди беруть участь у Тур де Франс 2021. Усі 19 команд Світового туру (UCI WorldTeam) мають право та зобов’язані брати участь у перегонах, і до них приєднаються чотири другорядні професійних континентальних команди (UCI ProTeam). Alpecin–Fenix, найкраща UCI ProTeam у 2020 році, отримала право на участь автоматично, тоді як інші 3 команди були обрані Amaury Sport Organisation (ASO), організаторами Туру. Команди-учасниці були оголошені 4 лютого 2021.

### UCI WorldTeams
- AG2R Citroën Team
- Astana–Premier Tech
- Bora–Hansgrohe
- Cofidis
- Deceuninck–Quick-Step
- EF Education–Nippo
- Groupama–FDJ
- Ineos Grenadiers
- Intermarché–Wanty–Gobert Matériaux
- Israel Start-Up Nation
- Lotto–Soudal
- Movistar Team
- Team Bahrain Victorious
- Team BikeExchange
- Team DSM
- Team Jumbo–Visma
- Team Qhubeka NextHash
- Trek–Segafredo
- UAE Team Emirates

### UCI ProTeams
- Alpecin–Fenix
- Arkéa–Samsic
- B&B Hotels p/b KTM
- Team TotalEnergies